# 博徒シリーズ
『博徒』シリーズ（ばくとシリーズ）は、東映によって1964年から1971年にかけて製作された鶴田浩二主演のヤクザ映画シリーズ。全10作。東映京都撮影所製作。シリーズだが作品の舞台や設定は毎回異なり、ストーリーに繋がりはない。

## 概要
『人生劇場 飛車角』シリーズで人気を得た鶴田浩二が、本シリーズで任侠スターのイメージを確立した。また任侠映画で一時代を築いた岡田茂と俊藤浩滋プロデューサーが天下無敵のコンビ（俊藤曰く）を組んだ最初の作品が本シリーズである。前年の『人生劇場　飛車角』シリーズとこの「博徒シリーズ」とほぼ同時期に平行して製作された高倉健主演の「日本侠客伝シリーズ」と共に東映のやくざ映画任侠路線を決定付けた。小沢茂弘監督による初期の典型的な任侠スタイル、深作欣二、佐藤純彌監督による後期のドライな現代任侠スタイルに二つに大別される。

## 製作経緯
1963年、沢島忠監督、鶴田浩二主演の『人生劇場 飛車角』で、東映東京撮影所（以下、東撮）を任侠路線への転換を企図した東撮所長・岡田茂（のち、同社社長）が　、翌1964年2月、京都撮影所（以下、京撮）所長に復帰、京撮に於ける任侠路線第一弾として本作を企画した。
京撮所長に再び戻った岡田は企画部に対して、任侠映画路線の戦略を、一、急速なテレビの普及で観客層を奪われた映画、特に婦人層と子供層をお茶の間のテレビに走らぬ成人層に狙いを絞って企画すべきである。　二、観客にとって未知の世界を実証的に繰り広げて見せることをセールスポイントにして、明治・大正・昭和の代に材をとり、京撮ならではの立ち回りの殺陣も使えるのは『ヤクザ』の世界しかないのではないか。これなら東映時代劇の殺陣の魅力を新たに引き継ぐことができる。三、ヤクザの世界は極く狭い世界で、規模も限られている。そのため製作費も大掛かりである必要もなく、経済的だ。また、シリーズ化することも容易であるため、量産体制をある程度は維持することができる、と説明した。
この戦略がそのまま実行に移されたのが本作で岡田は不振の時代劇を横目に、仁侠映画路線への転換を目指し仁侠映画を興行の重要週間に配していく。1964年7月鶴田浩二主演の『博徒』に続いて8月に公開したのが『日本侠客伝』、10月に公開されたのが『博徒』シリーズ第二弾『監獄博徒』で、これらは全てが大ヒットした。これを受け岡田は企画部を所長直属にして、企画決定を自らが負うことにした。1965年、会社の看板でもある正月映画から時代劇を創業以来初めて外すという大転換を行い『博徒』シリーズ第三弾『博徒対テキ屋』をラインナップ、同年興行的な失敗を重ねる時代劇からの撤退を宣言した。
監督の小沢茂弘は後年、岡田に嫌われ50代半ばで映画業界から去り、後に占い師、山伏に転業したという異色の経歴でも知られるが、当時はまだ嫌われてはおらず、本作の監督抜擢は岡田の指名である。主演鶴田、脚本の村尾昭も岡田の指名によるもの。脚本・村尾に「任侠ものでやろう」という岡田からの指名があった。村尾は『暗黒街最後の日』（1962年）の下書きを書いたことを鶴田から聞いた岡田が『ギャング対Gメン』（1962年）を書かせて大映から引き抜き、岡田が開拓したギャングシリーズの脚本を手掛けていた。村尾と小沢とで、脚本作りに入っていた段階で俊藤浩滋が入ってきた。村尾は銀座の「おそめ」でたまに俊藤を見ていたので、初めて俊藤を紹介されたとき「えっ、この人プロデューサーだったの？」と思わず声をあげそうになったという。仁侠路線を成功させるべく、岡田は1962年、「プロデューサーにして欲しい」と頼んできた俊藤を外部から招きいれ、正式に任侠路線を統括するプロデューサーとして任じていたが俊藤が本格的に映画製作に関わるのは本作からであった。しかし統括プロデューサーといえるようになるのはまだ先で、本作では途中から参加し根回し役であった。小沢茂弘は「俊藤は『博徒』には強力にはタッチしていない」と述べている。「やくざを本格的に描く映画にしたい」と考えた俊藤は、小沢と村尾に知り合いのやくざを紹介し、小沢らは精力的に博奕の作法や渡世上のしきたりなどの取材を行った。脚本には5ヶ月をかけた。撮影にも本物のやくざに来てもらいアドバイスを受けた。「京撮には本物のやくざがいっぱい出入りしていた」といった逸話は本作が切っ掛けと考えられる。一般的に任侠映画の始まりは『人生劇場 飛車角』とされるが、同作は本物のやくざに取材を行っていないため、小沢、俊藤とも、任侠映画の始まりは『博徒』と主張している。こうして入念な取材を元に、関西ヤクザの間で行われている本引き賭博とよばれる花札博打の実態を画面に忠実に再現して、外の人には知りえない賭場のヒリヒリした生々しい雰囲気を作り上げた。社内試写会のときの反響は凄く「これは映画じゃない!」「そのものや」と声が上がったという。当時、「博徒」という言葉はまだ聞き慣れないもので、本シリーズを切っ掛けに「博徒」「テキ屋」という言葉も一般化していった。封切りの日、大阪道頓堀東映の前には、エプロン姿でシャモジを手にした大勢の主婦たちが「深夜映画反対」「ヤクザ映画反対」のバリケードを張り、野次馬とそれを規制する警官も出て、周囲が異様の状況となった。この騒動が幸いし若い連中が映画館に押しかけた。主婦たちの「映画反対」が映画の宣伝に一役買うという皮肉な結果を招いた。本シリーズと『日本侠客伝シリーズ』が大ヒットを重ねると岡田は任侠路線をさらに強化し京撮は任侠映画一色になった。この路線は映画斜陽期がまるでウソのように当たりに当たり、1960年代後半には東宝と激しい興行のデッドヒートを繰り広げていく。

### 岡田と俊藤
シリーズ第1作、第二作では俊藤は企画のクレジットでは岡田茂、彼末光史に次いで三番目であった。しかし第三作目では岡田に次いで二番目となり『関東』シリーズ一作目の『関東流れ者』（1965年4月18日公開）では企画のトップに据えられた。手掛けた映画が大ヒットすることで段々俊藤が力を付けていった。岡田＝俊藤のコンビで任侠映画は「実録映画」が登場するまで約10年隆盛を迎える。俊藤は「仁侠映画が隆盛のころ、岡田所長と新しい企画を相談するときは、いつも15分から20分ほどで決まった。二人で話すうち、『こんなのはどうや』『おもろいな。それいこうか』といった調子で、会議といえるほどのものではなく、彼は私を信頼してくれた。企画を東京本社での会議に出すのは岡田所長の役割で、今度はこんなシャシンを撮る、そのつぎはこれ、と、スケジュールを立てていく。反対する者なんかいない。そうやってつくる映画がどんどん当たった。岡田所長はワンマンな私を随分バックアップしてくれた。その意味で、岡田茂と私は持ちつ持たれつな仲でやってきた。二人が組まなかったら、あれだけの任侠映画の一時代は生み出せなかったと思う」などと述べている。しかし岡田は東映のゼネラルマネージャー的立場にあって全体を統括しなければならず映画製作と並行して京撮のリストラという困難を極めた大きなミッションがあった。このため俳優にしっかり付くことはできなくなり、俳優の売り出しに実績を挙げ始めた俊藤が俳優を抱えだした。岡田が任侠路線と平行して、エログロ映画や喜劇などにも路線を拡げ、特に1967年の『大奥(秘)物語』あたりから、エログロ路線が本格化し、これらを俊藤の手掛ける任侠映画と二本立てで組合せることで両方が際立つ効果をもたらし、高い興行成績を挙げた。しかし1970年代初頭、任侠映画は成績に翳りの見えて1973年『仁義なき戦い』が大ヒットすると岡田は「任侠路線」から「実録路線」に転換しようとした。このため任侠映画のスターを抱えていた俊藤と後に確執が生まれた。有名な「鶴田浩二も高倉健もしばらく止めや」は、岡田が直接俊藤に言い放ったセリフであった。俊藤は東映と縁を切り抱えてたスターを引き連れて自身のプロダクションを作ろうとしたが、スポーツニッポンに岡田との確執の記事がデカデカと載った。結局、五島昇を仲介に立て和解をし俊藤は参与のゼネラルマネージャーに就任した。

## エピソード
- シリーズ第4作『博徒七人』（1966年7月9日公開）は、脚本の笠原和夫が黒澤明の『七人の侍』をベースに登場人物の七人を身障者に設定したことで、関係団体からクレームが起きこれまで一度もソフト化されていない「カルトムービー」として知られる[35][36][37]。

## シリーズ一覧
- 第1作『博徒』（1964年7月11日公開）
  - 監督：小沢茂弘、脚本：村尾昭
  - 出演：鶴田浩二、松方弘樹、津川雅彦、天知茂、 里見浩太郎、藤純子、南田洋子、月形龍之介、他

- 第2作『監獄博徒』（1964年10月21日公開）
  - 監督：小沢茂弘、脚本：小沢茂弘 村尾昭
  - 出演：鶴田浩二、大木実、南田洋子、高千穂ひづる、山城新伍、三島ゆり子、里見浩太朗、他

- 第3作『博徒対テキ屋』（1964年12月24日公開）
  - 監督：小沢茂弘、脚本：小沢茂弘 村尾昭
  - 出演：鶴田浩二、松方弘樹、大木実、藤純子、島倉千代子、近衛十四郎、丹波哲郎、片岡千恵蔵、他

- 第4作『博徒七人』（1966年7月9日公開）
  - 監督：小沢茂弘、脚本：笠原和夫
  - 出演：鶴田浩二、藤山寛美、山本麟一、待田京介、小松方正、山城新伍、大木実、桜町弘子、加藤嘉、松尾嘉代、西村晃、金子信雄、他

- 第5作『三人の博徒』（1967年12月1日公開）
  - 監督：小沢茂弘、脚本：小沢茂弘 村尾昭
  - 出演：鶴田浩二、北林早苗、待田京介、池部良、安部徹、藤岡重慶、小松方正、東龍子、遠藤辰雄、他

- 第6作『博徒解散式』（1968年2月9日公開）
  - 監督：深作欣二、脚本：神波史男、長田紀生
  - 出演： 鶴田浩二、丹波哲郎、万里昌代、渡辺文雄、河津清三郎、岡田英次、山本麟一、曽根晴美、小松方正、他

- 第7作『博徒列伝』（1968年12月28日公開）
  - 監督：小沢茂弘、脚本：笠原和夫
  - 出演：高倉健、鶴田浩二、北島三郎、若山富三郎、菅原文太、藤純子、河津清三郎、大木実、待田京介、天津敏、橘ますみ、北林早苗、名和宏、北村英三、他

- 第8作『札つき博徒』（1970年9月9日公開）
  - 監督：小沢茂弘、脚本：笠原和夫、志村正浩
  - 出演：鶴田浩二、大木実、桜町弘子、工藤明子、小池朝雄、山本麟一、天津敏、待田京介、三島ゆり子、内田朝雄、他

- 第9作『博徒外人部隊』（1971年1月12日公開）
  - 監督：深作欣二、脚本：神波史男、松田寛夫
  - 出演：鶴田浩二、安藤昇、小池朝雄、室田日出男、曽根晴美、渡瀬恒彦、由利徹、若山富三郎、山本麟一、他

- 第10作『博徒斬り込み隊』（1971年10月14日公開）
  - 監督：佐藤純彌、脚本：石松愛弘
  - 出演：丹波哲郎、鶴田浩二、若山富三郎、渡辺文雄、山本麟一、室田日出男、小林稔侍、渡瀬恒彦、八名信夫、小池朝雄、他